# Vermissing
Een vermissing is het verontrustend onvindbaar zijn van meestal een persoon, of anders een zaak. Bij personen die vermist zijn wordt ook wel van een vermist persoon gesproken.
In Nederland worden jaarlijks tussen de 16.000 en de 20.000 mensen als vermist opgegeven bij de politie. Ongeveer 85% is binnen 48 uur weer terecht. Ongeveer 20 personen per jaar blijven langer dan een jaar weg. Circa 15 daarvan komen nooit meer terug.

## Criteria
Er zijn niet altijd even duidelijke criteria voor een vermissing. Zo kan het bij sommige personen lange tijd (enkele dagen tot zelfs enkele weken) duren voordat iemand hun afwezigheid opmerkt en zich af gaat vragen waar deze persoon is, terwijl bij anderen hun afwezigheid vrijwel direct opgemerkt wordt. Kenmerken bij een vermissing zijn in elk geval dat de persoon of zaak vaak van het ene op het andere moment onvindbaar is, zonder aanwijsbare reden of dat iemand weet waar de betreffende persoon gevonden zou kunnen worden. De Nederlandse politie hanteert de volgende criteria voor een vermissing:
- De persoon moet onverwacht zijn verdwenen uit zijn/haar eigen veilige omgeving
- Het is onbekend waar de persoon nu is
- Het is in het belang van de vermiste persoon zelf dat deze gevonden wordt.

## Redenen en oorzaken
Redenen en oorzaken voor vermissing kunnen zijn:
- Het uit eigen keuze vertrekken, bijvoorbeeld:
  - Een kind dat wegloopt van huis.
  - Iemand die zich ergens anders onder een nieuwe identiteit wil vestigen. Bijvoorbeeld om te ontsnappen aan een situatie thuis of om te profiteren van betere leefomstandigheden op de nieuwe verblijfplaats.
  - Onderduiken omdat men vervolgd wordt of uitgezet dreigt te worden.
- Slachtoffer zijn van ontvoering, en verborgen en gevangen gehouden worden; als bekend is dat dit het geval is spreekt men niet meer van vermissing, maar is de verblijfplaats meestal wel onbekend.
- Gedwongen verdwijning
- De buitenwereld laten denken dat men slachtoffer is van ontvoering.
- Door een ongeluk, een misdrijf of verdwalen niet meer terug kunnen keren. Ontdekking van de levende persoon of het lichaam kan moeilijker zijn als iemand te water is geraakt (en is verdronken of op een groot meer of een zee aanwezig is op of hangend aan iets drijvends, of zwemmend), of zich bevindt in een afgelegen gebied, of niet of minder zichtbaar is doordat hij is gevallen in een kuil of spleet, of onder de sneeuw/grond is geraakt.
- Vermissing is ook aan de orde bij verdwalen in de bewoonde wereld:
  - van een kind
  - door dementie of een andere mentale of psychische aandoening de weg naar huis niet meer weten en zich niet kunnen identificeren
- Vooral bij een moord maar ook als een metgezel schuldig is aan iemands dood of bang is de schuld te krijgen is het ook mogelijk dat de dader/metgezel het lichaam verbergt of anderszins doet verdwijnen.
  - Het is ook voorgekomen dat een vader die zijn twee zoontjes vermoordde en uiteindelijk zelfmoord pleegde, uit extra wraak tegenover zijn ex de lichamen verborg waardoor zij zo lang mogelijk in onzekerheid zou verkeren.
- Ver van huis (zoals op een vakantiebestemming) overlijden, zonder identificatie van het lichaam.
- Zelfmoord

## Lokaliseren van een vermiste
Afhankelijk van het geval en de vergaarde informatie bepaalt men waar de vermiste zou kunnen zijn als deze nog leeft en/of waar het lichaam zou kunnen zijn als de vermiste overleden is. Waar men zoekt, hangt uiteraard deels af van de vraag of men een levend persoon of een lichaam zoekt. Het zoeken van een levend persoon is in zekere zin belangrijker en heeft meer haast omdat hij mogelijk een tekort heeft aan voedsel, water, lucht enz. en/of in andere penibele omstandigheden verkeert. Aan het vinden van een lichaam wordt echter ook vaak veel waarde gehecht, ter bevestiging van het overlijden, en in het geval van een moord, voor het verkrijgen van aanwijzingen die helpen de dader te identificeren.
Aanwijzingen/bewijzen dat iemand op een bepaalde tijd op een bepaalde plaats is geweest zijn onder meer:
- Getuigenverklaring
- Opgenomen camerabeelden van de persoon of zijn auto
- Gebruik betaalpas, creditcard, OV-chipkaart e.d.
- Social media
- Geregistreerde overnachting in een hotel e.d., huur van een auto.
- Apparaat voor mobiele communicatie dat op een bepaalde tijd communiceert met/via een bepaalde zendmast. Dit vereist geen handeling van de vermiste, een mobiele telefoon hoeft bijvoorbeeld alleen aan te staan. Nauwkeuriger plaatsbepaling is mogelijk als gps-data zijn doorgegeven.

Aanwijzingen/bewijzen dat iemand op een bepaalde plaats is geweest zijn onder meer:
- Achtergelaten spullen
- Voetsporen

Bij vermissing in een zeer afgelegen gebied kan er in het geval dat een onbekend iemand ergens is geweest een goede kans zijn dat dit de vermiste was.
Aanwijzingen dat een lichaam op een bepaalde plaats is begraven zijn onder meer:
- Omgewoelde grond (kan echter ook onder meer een begraven huisdier zijn), ook te detecteren vanuit de lucht.[1]
- Warmtestraling, te detecteren vanuit de lucht (in het begin doordat het lichaam nog warm is, later doordat het lichaam begint te ontbinden[2])
- Speurhonden die getraind zijn op het herkennen van lijkgeur.

Er is een concept Voorstel van wet tot regeling van zoekmiddelen bij urgente persoonsvermissingen (wet zoekmiddelen urgente persoonsvermissingen) uit 2017 om de politie bepaalde bevoegdheden te geven die deze nu alleen heeft bij aanwijzingen voor strafbare feiten. Vooruitlopend op het aanhangig maken van het wetsvoorstel is het CIOT opgedragen om met ingang van 1 september 2022 een voorziening in te richten die het mogelijk maakt dat de politie het CIOT kan bevragen op NAW-gegevens van een vast IP-adres bij persoonsvermissingen met acuut levensgevaar. Dit is van belang, om personen die in levensgevaar zijn waarvan de locatie onbekend is, alsnog op te kunnen sporen. Van deze voorziening kan de politie gebruik maken, indien er sprake is van een ernstig vermoeden van levensbedreigende situaties voor vermiste personen en het Wetboek van Strafvordering en de Wet Verplichte Geestelijke Gezondheidszorg niet van toepassing zijn.
De politie doet soms een beroep op het publiek, bijvoorbeeld via het tv-programma Opsporing Verzocht. Ook zijn er soms burgerinitiatieven om mee te zoeken. De politie heeft dan wel graag dat dat in samenspraak met haar gebeurt, bijvoorbeeld om geen sporen te wissen.
Niet alle informatie wordt aan het publiek verstrekt, bijvoorbeeld ter bescherming van de privacy, en om te voorkomen dat criminelen er hun voordeel mee doen, waaronder het effect dat de mogelijkheden om een verdachte te betrappen op daderkennis afnemen. Ook kan bronverwarring optreden: men denkt iets in het echte leven gezien te hebben, maar het was in de media. Soms is er echter toch irritatie onder meezoekende burgers over volgens hen onnodig achtergehouden informatie.

## Handelen
Vermissingen kunnen worden opgegeven bij de politie, waarna meestal een zoekactie wordt gestart. Indien er geen aanwijzingen zijn dat de vermiste persoon door een misdrijf is verdwenen of in gevaar verkeert, wordt doorgaans 24 uur na de aangifte gewacht voordat met een zoekactie wordt begonnen. In praktijk worden driekwart van de als vermist opgegeven personen binnen die 24 uur teruggevonden. Als echter aannemelijk is dat de vermiste persoon wel in gevaar verkeert, wordt direct actie ondernomen.
De gangbare actie bij vermissingen is vaak dat mensen wordt gevraagd uit te kijken naar de vermiste persoon. Zo worden bijvoorbeeld afbeeldingen van de persoon verspreid nabij plekken waar hij/zij het laatst gezien is. Ook bestaan er speciale websites en televisieprogramma's die aandacht besteden aan vermiste personen, zoals Vermist. Achterblijvers kunnen ook terecht bij de Hulplijn Vermiste Personen. Deze organisatie ondersteunt achterblijvers van vermissing op emotioneel en op praktisch gebied.
Voor vermiste kinderen gelden in Nederland speciale procedures omdat die meer gevaar lopen, onder andere ook van ontvoering. Hiervoor is onder andere het AMBER Alert in het leven geroepen. Bovendien is het de taak van de sterke arm minderjarigen die zich aan het wettelijk gezag (ouder of voogd) hebben onttrekken, weer terug onder dit gezag te brengen.
In veel landen wordt een vermist persoon officieel doodverklaard indien deze zeven jaar na de vermissing nog altijd niet terecht is. In Nederland moet de familie dit zelf aanvragen en kan dit na vijf jaar vermissing. In sommige gevallen waarbij ervan uit kan worden gegaan dat iemand is overleden (bijvoorbeeld een vliegtuigramp) kan dit ook eerder.

## Bekende vermissingen
Enkele bekende vermissingszaken:
- Verdwijning van Natalee Holloway
- Verdwijning van Mekayla Bali
- Verdwijning van Liam Vanden Branden
- Verdwijning van Madeleine McCann